# Acacia leptophleba
Acacia leptophleba é uma espécie de leguminosa do gênero Acacia, pertencente à família Fabaceae.